# 202X
「202X」（トゥーオートゥーエックス）は、布袋寅泰の楽曲である。2018年9月19日にVirgin Musicより37枚目のシングルとして発売された。

## 背景
布袋は「202X」の8年前、漫画『北斗の拳』201X年のテーマソング「STILL ALIVE」（2010年）を制作し、2作目となる「202X」は『北斗の拳』連載開始35周年を記念して制作された。『北斗の拳』の舞台となる199X年は過ぎ去り、間もなく2020年代に入ろうという2018年にリリースされ、来たる202X年のテーマソングとして布袋が書き下ろした曲が「202X」である。この時の布袋は、しばしの間、布袋らしさを封印しているところであった。2017年のアルバム『Paradox』では、フルスロットルは控え、奥行きや深みを追求した。「202X」においては、しばらく封印していた熱いギター、疾走感のビート、布袋をよく特徴づけるそれらのスタイルが戻った。
前作「STILL ALIVE」のようにハードな部分はあるが、布袋は「202X」を「戦いの向こう側にあるすがすがしさ」というものが印象に残る作品にしようと思った。

## 曲構成
「STILL ALIVE」が、Aメロの次にAメロと同じメロディのサビが来る変則的構成であったことと比べると、「202X」の構成は王道である。
イントロから続くリズミカルなギター・リフのAメロの後、伸びやかなギターが加わるBメロでボーカルとギターのリズムが重なってサビに突入し、サビの最後にボーカルとギターがユニゾンして1コーラスとなる。
2番サビ後の間奏においてはメロディアスなギター・ソロ演奏を聴くことができる。
間奏後のBメロ後、サビに移行すると、ギター、ベース、ドラムが静まり返り、1番サビ・2番サビにはなかったキーボード中心のサビが演奏された後、再びハードなサビを取り戻して曲は終わる。

## ラオウのセリフ
漫画『北斗の拳』のアンチヒーロー・ラオウは、主人公・ケンシロウらとともに史上最強の暗殺拳法「北斗神拳」の継承の座を争った候補者たちの1人である。先代の北斗神拳継承者が養子として育てた義兄弟たちの中から、ただ1人が選ばれる北斗神拳継承者の座は末弟ケンシロウのものとなった。間もなくケンシロウは「南斗聖拳」の使い手・シンに婚約者を奪われ、とある村で行き倒れ牢屋に入れられる。村が悪党の襲撃に遭うとケンシロウは檻を破壊して脱出し、悪党を倒して旅を続け「世紀末救世主」となる。義兄弟の長兄であるラオウは「世紀末覇者 拳王」となり、核戦争後の無秩序や自由の入り混じった世界を恐怖で支配し、乱世から人々を救おうとした。やがてラオウはケンシロウと最終対決をする。
前作「STILL ALIVE」で布袋はケンシロウの名台詞「お前はもう死んでいる」を歌った。「202X」ではそれと対になるようなラオウの名台詞「わが生涯に一片の悔いなし」をモチーフにして歌う。
『北斗の拳』のヒロイン・ユリアは、ケンシロウの婚約者であり、また『北斗の拳』に登場する他の拳士たちをも魅了した。ユリアはラオウのお気に入りの女性でもあった。ラオウはユリアのいる南斗の城に乗り込み、ユリアに関して次のように言った。——「だれを愛そうが どんなに汚れようが かまわぬ 最後にこの ラオウの横におればよい!!」
ラオウを一途に想う女性・トウからユリアに関して問われ、トウの想いを振りほどき、ラオウはそのように答える。リハクの娘・トウはこの時、「南斗最後の将」ユリアの臣下でありユリアの影武者としてラオウの前に現れた。トウは幼い頃にラオウに命を救われ、ラオウを愛するようになる。ユリアに関するラオウの答えを聞き失意のトウは、ラオウから短剣を奪い取り、自死。ラオウはユリアを南斗の城から連れ去る。
ケンシロウとの最終決戦を前にして、ラオウは哀しみこそが人間を強者にすると悟る。しかしラオウは言う。——「このラオウ いまだ 愛を知らぬ ゆえに 哀しみが みえぬ」
ラオウは、ユリアを失うことで自らを愛に目覚めさせ、勝利者となるに違いないと考え、ユリアの命を奪いにかかる。ユリアはラオウの足の傷の手当てをした後、ラオウに背を向けて言う。——「わたしに みつめられていては突きにくいでしょう」
ラオウは涙を流し、ユリアを望み続けていた自身の行動が、愛によるものであったのだとわかった。ユリアは病により吐血し、余命数か月と告白する。ラオウの一撃が、ユリアの首をとらえる。
愛に目覚めたラオウは、「北斗神拳」の究極奥義「無想転生」を会得したが、正統な継承者であるケンシロウの「無想転生」に勝利することはできなかった。一方でまた、ユリアは生きていた。ラオウの一撃はユリアを数年間生存可能にする秘技であった。ケンシロウに敗れたラオウは天に閃光を放ち、自ら絶命する。
「わが生涯に一片の悔いなし!!」
これは、その時のラオウの死に際の言葉である。
「202X」歌詞カードには、ラオウとケンシロウの勝敗を決めた究極奥義「無想転生」の痕跡を胸の中央に刻み、拳を天に突き出したまま絶命しているラオウが、挿絵として使用されている。

## 収録曲
1. 202X [4:57]
作詞：森雪之丞 作曲・編曲：布袋寅泰
漫画『北斗の拳』の連載35周年を記念した202Xテーマソング。布袋の名刺代わりの曲「BATTLE WITHOUT HONOR OR HUMANITY」（『新・仁義なき戦い』 / 『キル・ビル』テーマ曲）に並び立つ国際的知名度を有する『北斗の拳』テーマ曲2作目[4]。曲のテーマは「近未来のディストピア」[5]。
2. BOMBASTIC [5:03]
作曲・編曲：布袋寅泰
インストゥルメンタルのブラス・ロック。ドラムス参加のフランキー・トントーが、曲の「決め」の度に「ここはボンバスティックだ!」（なんて大袈裟な決めだ!）と叫んでいたことが曲名の由来[4]。
布袋の音楽に不可欠となっている金管楽器（ブラス）をギターと組み合わせることは、BOØWY時代の曲「DREAMIN'」の頃に確立した[4]。「BOMBASTIC」は、この組み合わせをより強調した[4]。
このインストゥルメンタルは「ボンバスティック」という掛け声の他、様々な掛け声が入っている。

## 完全数量限定盤特典
「202X」完全数量限定盤は、ギター・ピック型のARマーカーが3枚付属している。このピックにスマートフォンをかざすとバーチャル3Dの布袋、ケンシロウ、ラオウが出て来る。この3体のバーチャルフィギュアは、モーションキャプチャーの技術を用いて3人の本物のミュージシャンたちによる「202X」演奏動作をフィギュア化した。布袋のフィギュアは布袋本人、ケンシロウのフィギュアはJu-ken、ラオウのフィギュアは中村達也のモーションキャプチャーである。この企画はひかりTV-VFとのコラボレーションで、2018年3月の「布袋寅泰バーチャル3Dフィギュア」に次ぐ布袋×ひかりTVコラボレーション第2弾。
完全数量限定盤のみ付属する外箱の、背面のイラストは通常盤にはない。また、完全数量限定盤のCDラベルにプリントされているラオウの愛馬「黒王号」はフルカラーである（通常盤はモノクロ）。

## クレジット

### 参加ミュージシャン
| 202X - 布袋寅泰 - ボーカル、ギター、プログラミング - Mat Hector - ドラムス - Mark Neary - ベース - 奥野真哉 - キーボード - 岸利至 - プログラミング、オーディオ・エディット - Rhys Oakes - バッキング・ボーカル | BOMBASTIC - 布袋寅泰 - ボーカル、ギター、プログラミング - Frankie Tontoh - ドラムス - Mark Neary - ベース - 奥野真哉 - キーボード - 岸利至 - プログラミング、オーディオ・エディット - Rhys Oakes - バッキング・ボーカル - Tom Walsh - トランペット - Andy Greenwood - トランペット - Robbie Harvey - トロンボーン - Graeme Blevins - サクソフォーン |

### スタッフ
- Santi Arribas、布袋寅泰 - レコーディング
- Adrian Bushby - ミキシング
- Tim Young - マスタリング
- Katsu Nagaishi - アート・ディレクション
- Yoshinori Takahashi - デザイン
- 原哲夫 - カバー・アートワーク、イラスト

## ミュージックビデオ
「202X」ミュージックビデオ（short version）は、シングルリリースに先駆け公開された。「北斗の拳の日」として制定された9月13日（漫画『北斗の拳』の『週刊少年ジャンプ』誌上連載開始日）、東京・赤坂ガーデンシティにて行われた『北斗の拳』出版35周年記念イベントが初公開の場となった。
ショートバージョンは、イントロから1番のサビまでで完結し、布袋寅泰（ボーカル、ギター）、ケンシロウ（ベース）、ラオウ（ドラムス）の3人によるバーチャルスーパーバンドが演奏する。ステージ中央で演奏する布袋は本人の実写、幕の内側というシチュエーションで演奏するケンシロウとラオウはコンピュータ・グラフィックス（CG）。ケンシロウはJu-kenの、ラオウは中村達也の演奏動作をモーションキャプチャーした。布袋が腰掛ける光る椅子は、ネオン管で布袋のトレードマーク「GUITARHYTHM柄」がデザインされている。ミュージックビデオの監督は東市篤憲。東市は中学生の頃、BOØWYのコピーバンドを組んでいた。
ショートバージョン公開に続き、翌月の10月5日、フルバージョンがGYAO!にて2019年3月17日までの期間限定で独占公開を開始した。YouTubeのフルバージョンは翌週10月12日に公開された。フルバージョンはケンシロウ、ラオウを大きく映し出した場面があり、この義兄弟たちが幕の外側で演奏する場面もある。さらに、「ユリアを象徴する女性」が幾度か現れる。実写で現れるこの女性の役を務めたのは、日本で活動するオーストラリア出身のフリーランスモデル・ケイテリン・ジルソン。間奏ギター・ソロの後半にケンシロウのセリフが表示される。なお、最後に表示されるラオウのセリフは、歌詞の字幕ではなく原作のものである。